# Bruce Pulk
Bruce Harry Pulk (* 16. Dezember 1950 in Detroit) ist ein US-amerikanischer Paukist.
Pulk hatte als Kind neben dem Klavier- auch Schlagwerkunterricht. Sein Lehrer Carl Karooub vermittelte ihm privaten Unterricht (1965 bis 1973) bei Salvatore Rabbio, dem Ersten Paukisten des Detroit Symphony Orchestra. Er spielte in verschiedenen regionalen und Jugendorchestern und nahm an den National Music Camps in Interlochen teil. Als Stipendiat studierte er dann bei James Salmon und Charles Owen an der University of Michigan, wo er 1973 mit dem Bachelor abschloss. Er spielte in der Band und dem Orchester der Universität und sammelte professionelle Erfahrungen u. a. mit der Flint Symphony, dem Detroit Chamber Orchestra, der Toledo Symphony, der Jackson Symphony und dem Colorado Philharmonic Orchestra.
Nach dem Studium war er als Artist in Residence acht Jahre Erster Paukist des Grand Rapids Symphony Orchestra, dann wechselte er in gleicher Funktion zum Phoenix Symphony Orchestra. Mit diesen Orchestern sowie der Mesa Symphony und dem Colorado Philharmonic Orchestra trat er auch als Solist auf.